# Ringside (album)
Ringside è l'album studio di debutto del gruppo indie rock californiano Ringside.
È stato pubblicato il 19 aprile del 2005 dall'etichetta di Fred Durst, Flawless Records, insieme alla Geffen Records.

## Tracce
1. Struggle – 3:53
2. Cold on Me – 3:10
3. Tired of Being Sorry – 4:51
4. Strangerman – 4:37
5. Trixie – 3:58
6. Miss You – 4:53
7. Dreamboat 730 – 3:17
8. Sleep Well, Jeff – 3:57
9. Talk to Me – 4:01
10. Raining Nextdoor – 3:58
11. Criminal – 3:52
12. Jackie – 3:58
13. Anna Marie Stone, Theo's Prize (bonus track solo nelle Hawaii)) – 3:58